# Camellia petelotii
Camellia petelotii ist eine Pflanzenart aus der Gattung der Kamelien (Camellia) innerhalb der Familie der Teestrauchgewächse (Theaceae).

## Beschreibung

### Erscheinungsbild und Blatt
Camellia petelotii wächst als immergrüner Strauch oder Baum und erreicht Wuchshöhen von selten 1,5 bis, meist 2 bis 5 Metern. Die Rinde junger Zweige ist gräulich-braun, im zweiten Jahr wird sie purpur-braun und 2 bis 3 mm dick und unbehaart.
Die wechselständig an den Zweigen angeordneten Laubblätter sind Blattstiel und Blattspreite gegliedert. Der kahle Blattstiel ist 1 bis 2 Zentimeter lang. Die einfache ledrige Blattspreite ist bei einer Länge von 9 bis 18, selten bis zu 23 Zentimetern und einer Breite von 3 bis 6, selten bis zu 7,5 Zentimetern elliptisch. Die Blattoberseite ist glänzend dunkelgrün und die Blattunterseite ist hellgrün mit braunen Punkten.

### Blüte, Frucht und Samen
Die Blüten stehen einzeln oder paarweise in den Blattachseln. Die selten sechs bis, meist acht bis zehn ledrigen, glatten Hochblätter weisen eine Länge von 2 bis 3 mm sowie eine Breite von 3 bis 5 mm auf und besitzen einen behaarten Rand. Der aufrechte Blütenstiel ist selten 5 bis, meist 10 bis 15 mm lang.
Die Blütezeit reicht von November bis Februar. Die zwittrigen Blüten sind bei einem Durchmesser von selten 2 bis, meist 5 bis 6 Zentimetern radiärsymmetrisch. Die fünf eiförmigen, ledrigen Kelchblätter weisen eine Größe von (4 bis) 6 bis 8 × 6 bis 9 mm auf, sind kahl oder innen filzig weiß und besitzen einen behaarten Rand. Von den fleischigen, goldgelben 10 bis 14 Kronblättern weisen die vier oder fünf äußeren eine Größe 1,5 bis 2 × 1 bis 1,5 Zentimeter auf mit behaarten Rand Die inneren Kronblätter weisen eine Größe von 2 bis 3,5 × 1,4 bis 1,8 Zentimeter auf und sind an ihrer Basis 6 bis 8 mm lang verwachsen. Die vielen glatten Staubblätter weisen eine Länge 2 bis 2,5 Zentimeter auf. Beim äußeren Staubblattkreis sind die Staubfäden zu einer 7 bis 10 mm langen Röhre verwachsen. Drei Fruchtblätter sind zu einem kugeligen, glatten Fruchtknoten verwachsen, der einen Durchmesser von etwa 2,5 mm aufweist. Die drei freien Griffel sind 1,5 bis 2 Zentimeter lang.
Die zwei- bis meist dreifächerige Kapselfrucht weist eine Größe von (1,2 bis) 2,5 bis 3,5 × (1,5 bis) 4 bis 6 Zentimeter auf. Jedes Fruchtfach enthält drei Samen. Die kugeligen, braunen Samen weisen einen Durchmesser von 1,5 bis 2 Zentimeter auf und sind spärlich gelblich-braun filzig behaart. Die Früchte reifen zwischen September und November. 
Die Chromosomenzahl beträgt 2n = 30.

## Vorkommen
Die Heimat von Camellia petelotii ist der Süden des chinesischen Autonomen Gebiets Guangxi und das nördliche Vietnam. In Guangxi wächst sie in Wäldern entlang von Fließgewässern in Höhenlagen von 100 bis 900 Metern.

## Systematik
Die Erstveröffentlichung erfolgte unter dem Namen (Basionym) Thea petelotii durch Elmer Drew Merrill. Die Neukombination zu Camellia petelotii erfolgte durch Joseph Robert Sealy.
Es gibt von Camellia petelotii zwei Varietäten:
- Camellia petelotii (Merr.) Sealy var. petelotii (Syn.: Thea petelotii Merr., Camellia achrysantha HungT.Chang & S.YeLiang, Camellia chrysantha (Hu) Tuyama, Camellia chrysantha f. longistyla S.L.Mo & Y.C.Zhong, Camellia nitidissima C.W.Chi, Camellia nitidissima var. phaeopubisperma S.YeLiang & Z.H.Tang, Theopsis chrysantha Hu. Camellia chrysantha bedeutet wörtlich: „Goldblütige Kamelie“, chinesisch 金花茶, Pinyin jinhuā chá). Vom Flora of China Editorial Committee, 2007. Flora of China Volume 12 wurde der Name auf Camellia petelotii (Merr.) Sealy var. petelotii festgelegt. Sie wächst im südlichen Guangxi und im nördlichen Vietnam in Höhenlagen zwischen 200 und 900 Metern. Sie ist durch Habitatverlust bedroht. In der Großgemeinde Nasuo (那梭镇) von Fangcheng im Autonomen Gebiet Guangxi der Zhuang wurde ein Naturschutzgebiet (防城上岳金花茶自然保护区, englisch Fangcheng Golden Camellia National Nature Reserve) für sie eingerichtet. Die glänzenden, leuchtend grünen Laubblätter weisen eine Länge von 9 bis 18 (selten bis 23) cm und eine Breite von 3 bis 6 (selten bis 7,5) auf. Es sind acht bis zehn Hochblätter vorhanden. Der Blütenstiel ist etwa 1 bis 1,5 cm lang. Die zwittrige Blüte weist einen Durchmesser von 5 bis 6 cm auf. Die Kelchblätter sind glatt. Es sind neun bis elf Kronblätter vorhanden. Die Blütezeit reicht von Januar bis Februar. Die dreifächerige Kapselfrucht weist eine Größe von 2,5 bis 3,5 × 4 bis 6 cm auf. Die Früchte reifen zwischen Oktober und November.[2]

- Camellia petelotii var. microcarpa (S.L.Mo & S.Z.Huang) T.L.Ming & W.J.Zhang (Syn.: Camellia chrysantha var. microcarpa S.L.Mo & S.Z.Huang, Camellia microcarpa (S.L.Mo & S.Z.Huang) S.L.Mo, Camellia nitidissima var. microcarpa (S.L.Mo & S.Z.Huang) HungT.Chang & C.X.Ye): Sie wächst nur im südlichen Guangxi. Die elliptische Blattspreite weist eine Länge von 10 bis 14 cm und eine Breite von 4 bis 6 cm auf. Es sind sechs Hochblätter vorhanden. Der Blütenstiel ist etwa 5 mm lang. Die Blüten besitzen einen Durchmesser von 2 bis 3 cm. Die Innenseite der Kelchblätter ist filzig weiß. Die Blütezeit reicht von November bis Dezember. Die zweifächerige Kapselfrucht weist eine Größe von 1,2 bis 1,5 × 1,5 bis 2,5 cm auf. Die Früchte reifen zwischen September und Oktober.[3]